# 上昇気流

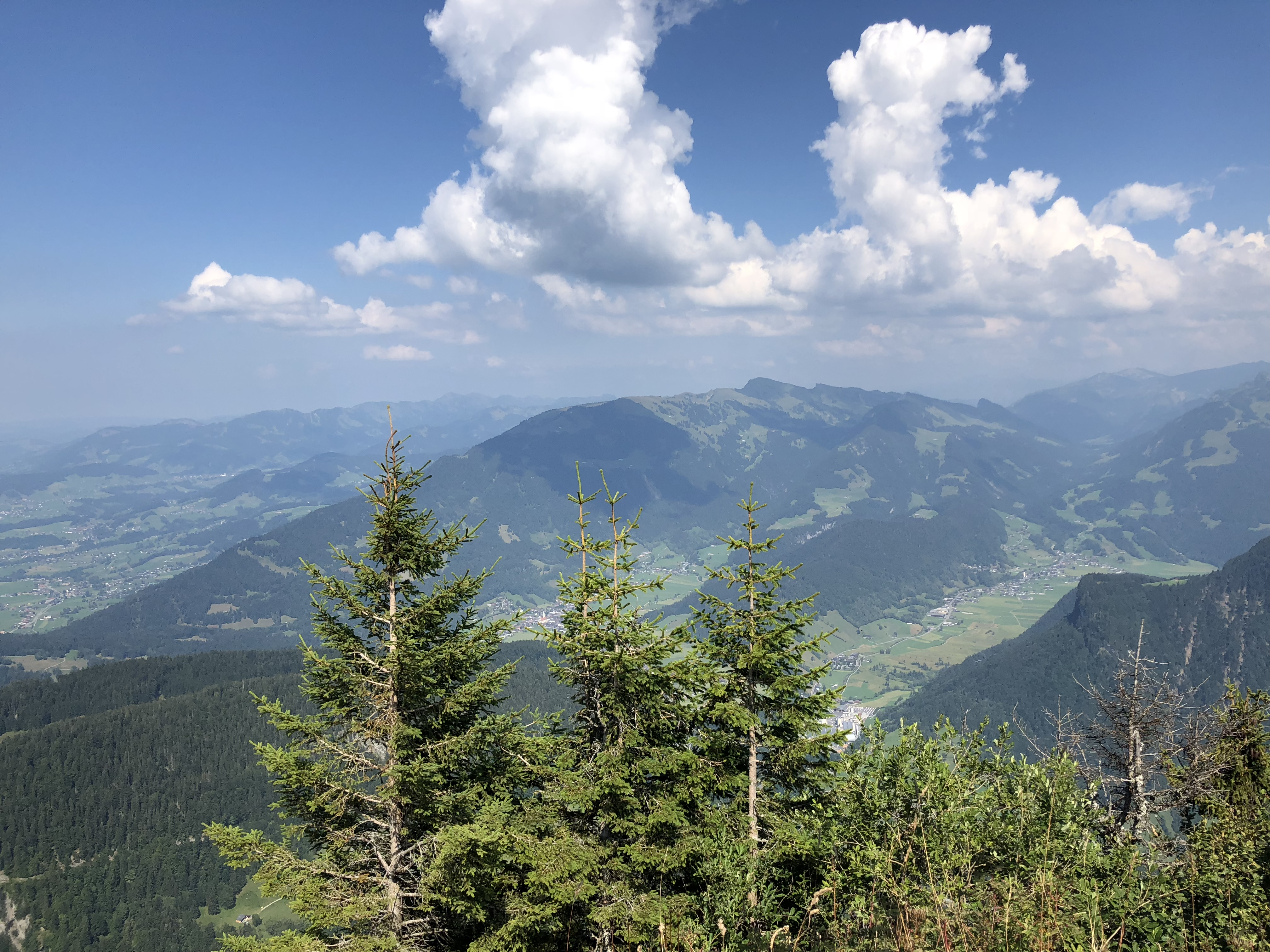
対流と地形による上昇気流で生じたと考えられる積雲

上昇気流（じょうしょうきりゅう）は、下から上へ向かう大気の流れのこと。上昇流とも呼ばれる。

## 概要
密度成層をなす地球の大気では風は主に水平に吹いているが、いくつかの場合には上昇気流や下降気流が生じている（次節を参照）。
水蒸気を含んだ空気は上昇し、露点温度以下に冷やされると雲が発生、上昇を続けるとその中で成長した雨や雪がやがて地上に降ってくるようになる。下降気流のところや上下の流れのないところに比べると、上昇気流のところは一般に天気が悪いということも言える。
低気圧のような水平スケールが大きな擾乱の上昇気流は数センチメートル毎秒(cm/s)程度で、擾乱もほぼ水平面内の運動とみなせる。スケールが小さくなるほど鉛直面内の運動が大きくなり、積乱雲のような小さな擾乱の上昇気流は10メートル毎秒(m/s)に達する。
安定成層の大気が広範囲に上昇するものでは、上昇気流の水平スケールは数百から1000キロメートル(km)程度の広がりをもつ。雲は層状に同程度の水平スケールで広がり、雨は広範囲に弱く降る地雨の性質をもつ。
一方で、不安定成層の大気で起こる対流は、前記のような広い範囲では起こらない。水平・鉛直方向ともにコントラストの強い上昇気流と下降気流があって、時間的・空間的によく変化する性質がある。雲は頂部がもこもこと盛り上がり、水平スケールは10 km程度・寿命は1時間から数時間程度。雨も時間的・空間的な変化が大きく、局地的に強く降ることがある性質をもつ。

## 上昇気流のしくみと種類
上昇気流が起こるのは以下のような場合で、擾乱や雲と関連付けた説明がなされる。
- 地形によるもの - 山などの地形の高まりを超える風が吹いているとき、斜面に沿って空気が上昇する[3][6][7]。地形性上昇（Orographic lift）と呼ぶこともある。
- 対流によるもの - 日射を受けた地面に空気が暖められるなどして、浮力を得た空気が対流する[3][6][7]。地表の状態や雲の有無により空気は不均一に加熱され、相対的に暖かい空気が上昇する[7]。凝結に伴う潜熱（凝縮熱）放出の効果もある[3]。対流により積雲や積乱雲を生じ、積乱雲内には数 m/s、部分的に数十 m/sに達する強い上昇気流がある[6][7]。ひとつひとつの積雲の発生は第一にこの対流によるが、他の水平スケールが大きな上昇気流と層状の雲の中に複合的に対流による雲が生じる場合もある[8]。熱上昇気流と呼ぶこともある。
- 低気圧によるもの - 中心に向かって空気が集まり（収束）上空へ向かう[3][6][7]。なお、台風の目は周りの上昇気流を補うように下降気流が発生している。
- 前線などによるもの - 温暖前線では暖気が寒気の上に滑り上がることで、寒冷前線では寒気が暖気の下に潜り込んで暖気を持ち上げることで空気が上昇する。気温などの性質がほぼ同じ空気が別々の方向から集まったり風速が変化したりするところ（収束線やシアーライン）でも空気が上昇する[3][6][7]。

## 利用：スポーツと鳥

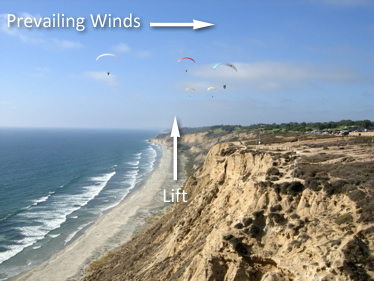
海に面した崖の上空の上昇気流リッジリフトと、これを利用して飛翔するパラグライダー

多くのスカイスポーツは風の影響を受ける。この分野では上昇気流のことをサーマルと呼ぶが、これは英語のThermal、地表加熱による熱上昇気流を意味する。
特にパラグライダーやハンググライダーでは、上昇気流を利用して高度を増しつつ進む飛翔（ソアリング）を行う。サーマル（熱上昇気流）のほか、谷から尾根に向かう谷風（斜面上昇流）、海陸風の上昇部などを利用する。
サーマルの中にも気泡状のもの、噴流（プリューム）状のもの、その中間的なものと、気流に違いがあることが知られ、注意して利用する。風を読む方法として風に動く物体や雲などの観察がある。サーマルは積雲の下にできるためそれを目安とし、鳥の飛翔を観察することもある。森林地帯の上空では、夕方になると周囲より相対的に暖かくなることで緩やかな上昇気流アーベントサーマルが生じる。谷風や海風が崖にぶつかったところの上昇風リッジリフトも知られ、これを利用するリッジソアリングなどもある。
リッジソフトと呼ばれる山越え気流に伴う斜面沿いの上昇気流、レンズ雲（ローター雲）の下にできる強いローターは、乱れや反動的な下降気流があって注意が必要とされる。
熱気球では、上昇気流が発生しやすい太陽の高い時間帯を避けて飛行を行う。サーマルに入ってしまうと突然上昇し、そこから出たときの下降流で急降下することもあって、注意が必要とされている。
トビなどのタカ科のいくつかの鳥は飛翔に上昇気流を利用することが分かっている。